# Акын Калка
Акын Калка (каз. Ақын Қалқа, до 2010 г. — Мукры) — село в Коксуском районе Жетысуской области Казахстана. Административный центр Мукринского сельского округа. Находится примерно в 6 км к юго-западу от села Балпык-Би. Код КАТО — 194853100.
Названо в честь акына Калки Жапсарбаева.

## Население
В 1999 году население села составляло 2471 человек (1218 мужчин и 1253 женщины). По данным переписи 2009 года, в селе проживало 2777 человек (1391 мужчина и 1386 женщин).